# Nordlig rörgeting
Nordlig rörgeting (Allodynerus delphinalis) är en stekelart som beskrevs av Gir. 1866. Enligt Catalogue of Life ingår nordlig rörgeting i släktet rörgetingar och familjen Eumenidae, men enligt Dyntaxa är tillhörigheten istället släktet rörgetingar och familjen getingar. Arten är reproducerande i Sverige.

## Underarter
Arten delas in i följande underarter:
- A. d. fallax
- A. d. sardous